# Gortyna galassii
Gortyna galassii là một loài bướm đêm trong họ Noctuidae.